# Коротков, Пётр Иванович
Пётр Иванович Коротков — советский хозяйственный, государственный и политический деятель.

## Биография
Родился в 1915 году в селе Еремкино. Член КПСС.
С 1937 года — на хозяйственной, общественной и политической работе. В 1937—1986 гг. — дежурный инженер Грозненского газолитового завода, участник Великой Отечественной войны, на руководящих должностях на Орском НПЗ, на Новокуйбышевском НПЗ, заместитель Рязанского и Нижне-Волжского совнархозов, директор Полоцкого нефтеперерабатывающего завода, руководитель группы советских специалистов на строительстве Дунайского НПЗ, инженер Новополоцкого ЦНОТ «Нефтехим».
За создание и промышленное внедрение высокопроизводительной установки первичной переработки нефти мощностью 6 млн тонн в год был в составе коллектива удостоен Государственной премии СССР в области техники 1970 года.
Делегат XXIV съезда КПСС.
Умер после 1986 года.